# Unitarisme (patriottentijd)
Het Unitarisme was een politieke stroming in Nederland gedurende de Bataafse Republiek.
Nadat Frankrijk de Republiek der Zeven Verenigde Nederlanden in 1795 had veroverd, ontstonden er discussies binnen de nieuw gevormde Bataafse Republiek over de manier waarop deze Nederlandse staat bestuurd diende te worden. Binnen de Nationale Vergadering zaten twee uitgesproken partijen. De Unitariërs wilden dat er een centraal bestuurde eenheidsstaat moest komen, waarmee ze tegenover de Federalisten kwamen te staan, die zo veel mogelijk de bestaande provinciale soevereiniteit en stedelijke machtsstructuren wilden behouden. Tussen beide partijen stond overigens een grote groep Moderaten van wie Rutger Jan Schimmelpenninck, Pieter Leonard van de Kasteele, Jan Bernd Bicker en Jacob George Hieronymus Hahn een belangrijke rol speelden.
De machtsstrijd tussen Federalisten en Unitariërs werd uiteindelijk, toen de discussies in de Nationale Vergadering geen resultaat opleverden, met steun van de Franse ambassadeur Charles Delacroix en generaal Barthélemy Catherine Joubert na de staatsgreep van 22 januari 1798 in het voordeel van de radicale Unitariërs beslecht. De gematigde Unitariër Herman Daendels, die in direct contact stond met de regering in Parijs, speelde een doorslaggevende rol bij de meer moderaat gezinde tweede Staatsgreep van juni 1798. Bij de in unitarische richting gaande wet van 30 maart 1799 werden de oude 'Zeven Provincien' opgeheven en werd, naar Frans voorbeeld, de departementale indeling van de Bataafse republiek vastgesteld: Om de vroegere federale gewestelijke structuur te verbreken werden de grenzen en de namen van de nieuwe departementen in de Nederlanden geheel veranderd.
Binnen de nieuwe eenheidsstaat zou er volgens de Unitariërs onder meer sprake moeten zijn van één wet, één begroting, en gelijke belasting voor iedereen. Veel van deze hervormingsplannen waren al in de eerste helft van 18e eeuw door raadspensionaris Simon van Slingelandt naar voren gebracht. Aanhangers van het Unitarisme ("Unitarissen") waren vooral te vinden onder die groepen die binnen de oude Republiek (vrijwel) machteloos waren geweest: De niet tot de regenten behorende stedelijke bevolking, de katholieken, de Joden, protestantse dissenters en de bevolking van de noordelijke, oostelijke en zuidelijke provincies. De belangrijkste leiders van de Unitariërs waren Wijbo Fijnje, Pieter Vreede, Johannes Henricus Midderigh, Alexander Gogel en Stefanus Jacobus van Langen. 